# Polilogaritmus
A polilogaritmus-függvény a komplex függvények egyike, nevezik Jonquière-féle függvénynek is. Jelölése: Lis(z).

## Definíciói

### Hatványsorral
Definíciója végtelen hatványsor alakjával:
{\displaystyle \operatorname {Li} _{s}(z)=\sum _{k=1}^{\infty }{z^{k} \over k^{s}}=z+{z^{2} \over 2^{s}}+{z^{3} \over 3^{s}}+\cdots \,.}
- A fenti definíció minden komplex s-re érvényes, valamint minden z argumentumra, ahol |z| < 1; kiterjeszthető |z| ≥ 1 értékekre is az analitikus folytatás módszerével.
- Csak s speciális értékeinél redukálódik a polilogaritmus elemi függvénnyé, mint például logaritmusfüggvénnyé.

Ha s=1, akkor a természetes logaritmus esete áll fenn, Li1(z) = −ln(1−z), s=2 esete a dilogaritmus, más néven Spence-függvény, az s=3 esetét trilogaritmusnak hívják.

### Integrálással
A polilogaritmus elnevezés onnan származik, hogy úgy is lehet definiálni, mint többszörösen végrehajtott integrálokat:
{\displaystyle \operatorname {Li} _{s+1}(z)=\int \limits _{0}^{z}{\frac {\operatorname {Li} _{s}(t)}{t}}\,\mathrm {d} t\,;}
így a dilogaritmus a logaritmus integrálja, és így tovább.
Ha s egy nempozitív egész szám, akkor a polilogaritmus racionális függvény.

## Alkalmazások
A polilogaritmus előfordul zárt formában a Fermi-Dirac-eloszlás (lásd: Fermi–Dirac-statisztikánál) és a Bose-Einstein-eloszlásnál is, melyeket úgy is hívnak, mint Fermi–Dirac-integrál vagy Bose–Einstein-integrál.
A polilogaritmus nem összetévesztendő a polilogaritmikus függvényekkel vagy az Euler-féle logaritmikus integrállal.

## Speciális esetek

polilogaritmusok

Speciális esetekben a polilogaritmus kifejezhető más függvényekkel.
Ha s egész, akkor a z•∂/∂z ismételt alkalmazásával a Li1(z)-re a következő összefüggések kaphatók:
{\displaystyle \operatorname {Li} _{1}(z)=-\ln(1-z)}
{\displaystyle \operatorname {Li} _{0}(z)={z \over 1-z}}
{\displaystyle \operatorname {Li} _{-1}(z)={z \over (1-z)^{2}}}
{\displaystyle \operatorname {Li} _{-2}(z)={z\,(1+z) \over (1-z)^{3}}}
{\displaystyle \operatorname {Li} _{-3}(z)={z\,(1+4z+z^{2}) \over (1-z)^{4}}}
{\displaystyle \operatorname {Li} _{-4}(z)={z\,(1+z)(1+10z+z^{2}) \over (1-z)^{5}}\,.}
A polilogaritmus redukálódik a z polinomjainak arányára.
Az általános eset a következő véges összeggel fejezhető ki:
{\displaystyle \operatorname {Li} _{-n}(z)=\left(z\,{\partial  \over \partial z}\right)^{n}{z \over {1-z}}=}
{\displaystyle =\sum _{k=0}^{n}k!\,S(n\!+\!1,\,k\!+\!1)\left({z \over {1-z}}\right)^{k+1}\qquad (n=0,1,2,\ldots )\,,}
ahol S(n,k) másodfajú Stirling-szám.
Hasonló formula kapható negatív egészek esetében:
{\displaystyle \operatorname {Li} _{-n}(z)=(-1)^{n+1}\sum _{k=0}^{n}k!\,S(n\!+\!1,\,k\!+\!1)\left({{-1} \over {1-z}}\right)^{k+1}\qquad (n=1,2,3,\ldots )\,,}
és
{\displaystyle \operatorname {Li} _{-n}(z)={1 \over (1-z)^{n+1}}\sum _{k=0}^{n-1}\left\langle {n \atop k}\right\rangle z^{n-k}\qquad (n=1,2,3,\ldots )\,,}
ahol {\displaystyle \scriptstyle \left\langle {n \atop k}\right\rangle } Euler-féle szám.
|                                             |                                             |                                             |                                            |                                            |                                            |                                            |
| {\displaystyle \operatorname {Li} _{-3}(z)} | {\displaystyle \operatorname {Li} _{-2}(z)} | {\displaystyle \operatorname {Li} _{-1}(z)} | {\displaystyle \operatorname {Li} _{0}(z)} | {\displaystyle \operatorname {Li} _{1}(z)} | {\displaystyle \operatorname {Li} _{2}(z)} | {\displaystyle \operatorname {Li} _{3}(z)} |